# 대구 금호호텔 화재
대구 금호관광호텔 화재사고는 1982년 12월 29일에 대한민국 대구직할시(현 대구광역시)에 있는 금호관광호텔에서 발생한 화재사고이다. 이 사고로 10명이 사망하고 20명이 부상을 입었다.